# Präzipuum
Präzipuum (lat. praecipuum; Vorzug, Vorkauf) ist ein bei einer Teilung ein voraus wegzunehmender Teil oder Gegenstand. Der Begriff findet Verwendung im schweizerischen Steuerrecht und beschreibt und regelt die interkantonalen Umlagerungen von Reingewinnen.

## Begriffe
Das Präzipuum beschreibt einen Anteil am Reingewinn einer Unternehmung, welcher aus steuertechnischen Gründen von einem Unternehmensteil zu einem anderen verschoben wird. Dabei ist das kantonale Steuersystem tangiert, da durch die Umverteilung des Gewinnes die kantonalen Steuern neu berechnet werden. Das Präzipuum dient dazu „einen Ausgleich zu schaffen, wo besondere Verhältnisse bei der ordentlichen Ausscheidung nicht genügend zur Geltung kommen“.